# Nomaua
Nomaua là một chi nhện trong họ Physoglenidae.

## Các loài
- Nomaua arborea Forster, 1990
- Nomaua cauda Forster, 1990
- Nomaua crinifrons (Urquhart, 1891)
- Nomaua nelson Forster, 1990
- Nomaua perdita Forster, 1990
- Nomaua rakiura Fitzgerald & Sirvid, 2009
- Nomaua repanga Fitzgerald & Sirvid, 2009
- Nomaua rimutaka Fitzgerald & Sirvid, 2009
- Nomaua taranga Fitzgerald & Sirvid, 2009
- Nomaua urquharti Fitzgerald & Sirvid, 2009
- Nomaua waikanae (Forster, 1990)
- Nomaua waikaremoana Forster, 1990